# Abierto de Australia 2000
Lista de los campeones del Abierto de Australia de 2000:

## Individual Masculino
Andre Agassi (USA) d. Yevgeny Kafelnikov (RUS), 3-6, 6-3, 6-2, 6-4

## Individual Femenino
Lindsay Davenport (USA) d. Martina Hingis (SUI), 6-1, 7-5

## Dobles Masculino
Rick Leach (USA)/Ellis Ferreira (RSA) d. Andrew Kratzmann (AUS)/Wayne Black (ZIM), 6-4, 3-6, 6-3, 3-6, 18-16 

## Dobles Femenino
Lisa Raymond (USA)/Rennae Stubbs (AUS) d. Martina Hingis (SUI)/Mary Pierce (FRA), 6-4, 5-7, 6-4

## Dobles Mixto
Rennae Stubbs (AUS)/Jared Palmer (USA) d. Arantxa Sánchez Vicario (ESP)/Todd Woodbridge (AUS), 7-5, 7-6(3)
| Predecesor: 1999                               | Abierto de Australia 2000 | Sucesor: 2001                         |
| Predecesor: Abierto de los Estados Unidos 1999 | Grand Slam 2000           | Sucesor: Torneo de Roland Garros 2000 |

- Datos: Q782192